# Aleksandria (województwo wielkopolskie)
Aleksandria – wieś w Polsce położona w województwie wielkopolskim, w powiecie kaliskim, w gminie Brzeziny.
W latach 1975–1998 miejscowość administracyjnie należała do województwa kaliskiego.
Po utworzeniu przez cesarza Napoleona Bonapartego Księstwa Warszawskiego upaństwowione majątki kościelne otrzymał m.in. generał Józef Zajączek. Na pamiątkę bitew stoczonych u boku Napoleona, z inicjatywy Zajączka powstała wieś Aleksandria oraz Fajum, Racławice i Zajączki.